# Навай-Ангос
Нава́й-Анго́с (фр. Navailles-Angos) — коммуна во Франции, находится в регионе Аквитания. Департамент — Атлантические Пиренеи. Входит в состав кантона Тер-де-Люи и Кото-дю-Вик-Бий. Округ коммуны — По.
Код INSEE коммуны — 64415.

## География
Коммуна расположена приблизительно в 640 км к югу от Парижа, в 160 км южнее Бордо, в 13 км к северу от По.

### Климат
Климат тёплый океанический. Зима мягкая, средняя температура января — от +5°С до +13°С, температуры ниже −10 °C бывают редко. Снег выпадает около 15 дней в году с ноября по апрель. Максимальная температура летом порядка 20-30 °C, выше 35 °C бывает очень редко. Количество осадков высокое, порядка 1100 мм в год. Характерна безветренная погода, сильные ветры очень редки.

## Население
Население коммуны на 2010 год составляло 1329 человек.
| 1962 | 1968 | 1975 | 1982 | 1990 | 1999 | 2010 |
| ---- | ---- | ---- | ---- | ---- | ---- | ---- |
| 586  | 588  | 630  | 875  | 1123 | 1194 | 1329 |

## Администрация
| Период | Период | Фамилия     | Партия | Примечания |
| ------ | ------ | ----------- | ------ | ---------- |
| 1958   | 1977   | Луи Казала  |        |            |
| 1977   | 2008   | Пьер Давези |        |            |
| 2008   | 2020   | Франсис Юно |        |            |

## Экономика
В 2010 году среди 851 человека трудоспособного возраста (15-64 лет) 648 были экономически активными, 203 — неактивными (показатель активности — 76,1 %, в 1999 году было 70,4 %). Из 648 активных жителей работали 614 человек (323 мужчины и 291 женщина), безработных было 34 (13 мужчин и 21 женщина). Среди 203 неактивных 66 человек были учениками или студентами, 85 — пенсионерами, 52 были неактивными по другим причинам.

## Достопримечательности
- Церковь Св. Иоанна Крестителя (XII век)[4]
- Церковь Успения Пресвятой Богородицы (XII век)[5]
- Замок Навай (XI век)[6]

## Фотогалерея
- Церковь
- Замок Навай
- Мэрия
- Школа
- Военный мемориал